# Germania Superior
Germania Superior (pol. Germania Górna) – prowincja rzymska. 
Stolicą prowincji było Moguntiacum. Innymi ważnymi miastami prowincji były: Besontio, Argentoratum, Aquae Mattiacae. Obszar rozciągał się od doliny górnego Renu, przez dzisiejszą Szwajcarię (Jura); w głąb dzisiejszej Francji (Jura, Franche-Comté aż do Burgundii). 
Około roku 300 Rzym stracił kontrolę nad częścią tego terenu. Obszar na południe od Strasburga (Argentoratum) włączono do prowincji Maxima Sequanorum, a na początku V wieku stał się częścią Burgundii(?).